# 庫頁島戰役 (1905年)
库页岛戰役（日语： 俄语：）是日俄戰爭最後之戰。樸資茅斯條約締結前，日本為了使講和談判有利進行，先行進攻俄國的库页岛。樸資茅斯條約締結後，库页岛的北緯50度線以北歸還俄國，以南割讓成為日本領土。
对马海峡海战后，日本在1905年6月14日重新调整编制，第六战队（须磨、千代田、和泉、秋津洲）划入片冈七郎海军少将指挥的第三舰队。为了入侵库页岛（俄方称萨哈林岛、日方称桦太），日军以第三、第四舰队编成为北遣舰队。7月4日09:00，片冈率领北遣舰队主力从大凑出港，护送桦太作战军独立第13师团第一次上陆部队的运输船队前往库页岛。7日日舰抵达登陆场，第六战队负责引导运输船队，并放下小艇协助登陆。此后第六战队在库页岛以及远东州地区进行了一系列的侦察、护卫、火力支援任务。
在日本占领库页岛后，在1905年8月10日开始的日俄媾和会议(朴次茅斯条约)的结果，横穿库页岛东西的北纬50度线以北归还了俄罗斯。不过，以南正式割让成为了日本领土。

## 背景
占领库页岛是参谋次长冈外史就任次长之前的一贯主张。可是，1904年(明治37年)9月8日，长冈制定的桦太攻略方案变得不可靠。1905年（明治38年）3月22日在大本营召开了库页岛远征准备会议时，由于海军的反对，没能实现。
日俄战争到最后没有国力的日本，摸索了跟俄罗斯的和解。日本在對馬海峽海戰取得胜利后，外务大臣小村寿太郎在1905年5月31日向驻美高平公使发出了训令，命令美国总统西奧多·罗斯福就日俄讲和希望进行友好的斡旋。6月1日，高平向总统传达了这一训令。6月6日，美国向日俄双方递交了罗斯福公文，内容为“不仅是日俄两国，而且为了整个文明世界的利益，渴望开始和谈”。6月7日，俄羅斯沙皇尼古拉二世接受了罗斯福的停战劝告，希望在库页岛被日本军占领之前实现和约。
因为日本的首脑部对占领库页岛态度消极，长冈外史参谋次长请求满洲军总参谋长的儿玉源太郎陆军大将协助，1905年6月14日，有电报劝说从儿玉有利推进讲和谈判，占领库页岛这样的内容。截至6月15日，关于桦太作战一事，政府·统帅部的协议决定，6月17日明治天皇的裁决下来了，新设的独立第13师团被下达了出动命令。
另一方面，库页岛渔业工会的高井义喜等人访问了库尔萨科夫长官克尔巴以及陆军驻扎阿尔奇斯基上校，得到了在日侨安全与保护的约定。克尔巴长官向高井颁发了特别优惠许可证，为其提供便利，在留日本人上调时个人准备了粮食，流着泪与日本人告别。在库页岛的日俄两国人民的关系良好,但是政府不考虑这一点。

## 经过
由2个旅团组成的库页岛远征军，由日本海海战后新编制的联合舰队的第3·第4舰队组成的北遣舰队护送，1905年7月7日，侵略库页岛南部的亚庭湾岸(以后的大泊郡深海村女丽-梅丽登陆)。当时，南库页岛的俄军兵力只有1200人左右，为了转变为游击战，组成了5支游击队。日军在优势的战力背景下，于7月8日占领了科尔萨科夫（日本名：大泊），7月10日占领了弗拉基米洛夫卡（日本名：丰原市-北丰原站附近，今南萨哈林斯克）。7月12日，在弗拉基米洛夫卡西方的达利内埃村（日本名：丰原市西久保）附近的树林中，日本军队击破俄罗斯军队主力，俘获了200名俘虏。日军19人战死，58人受伤。7月16日，科尔萨科夫方面司令官阿尔奇舍夫斯基上校也投降了。然而，俄军帕尔奇赞部队在那之后持续了抵抗了一个月以上。
7月24日，日军在北库页岛亚历山大洛夫附近登陆。在北库页岛，有超过5000名俄军士兵，队长是官利普诺夫中将，但俄军虽然略有抵抗，但还是向岛的深奥部队撤退，因此日军在当天傍晚占领了亚历山大洛夫。7月29日，明治天皇赐予片冈七郎北遣舰队司令长官称之为“库页岛登陆”完全占领的基础的敕语。俄罗斯军队长官利普诺夫中将接受劝降，于7月31日投降。

## 關連項目
- 日俄戰爭

## 脚注
1. 1 2  . . 聖彼得堡: Тип. Тренке и Фюсно. 1910: 315  [2012-06-01]. （原始内容存档于2022-02-21） （俄语）.
2. ↑  Левицкий Н. А. . 1938: 672  [2012-06-01]. （原始内容存档于2022-01-27）.
3. ↑  軍令部，#明治三十七・八年海戦史下巻，pp. 410-413
4. ↑  軍令部，#明治三十七・八年海戦史下巻，p. 416
5. ↑  軍令部，#明治三十七・八年海戦史下巻，p. 417